# اوئدا آکیناری

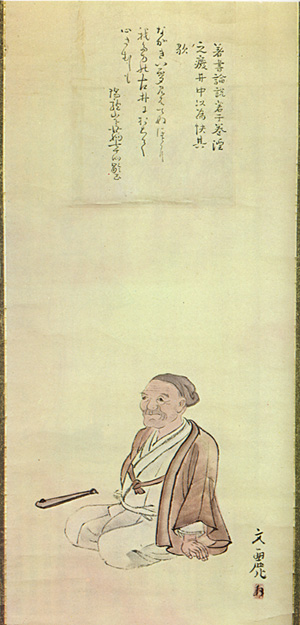
اوئدا آکیناری

اوئدا آکیناری 上田 秋成 (۲۵ ژوئیه ۱۷۳۴، در اوساکا - ۸ اوت ۱۸۰۹، در کیوتو) یک نویسنده، محقق و شاعر ژاپنی به سبک واکا، از چهره‌های ادبی برجسته در قرن ۱۸ ژاپن بود. در اوایل به سبک یومی‌هون می‌نوشت. دو شاهکار اوئدا اوگتسو مونوگاتاری (کتاب) و هاروسامه موتوگاتاری هستند.